# Кандауров, Евгений Васильевич
Евгений Васильевич Кандауров (25.03.1922-18.10.2007) — российский учёный, специалист в области создания радиотехнических систем для ракетно-космической техники.
Окончил Московский авиационный институт им. Серго Орджоникидзе (1946) и его аспирантуру, в 1949 г. защитил кандидатскую диссертацию на тему «Искажение импульсных сигналов в волноводе».
С 1954 г., когда был организован НИИ-648 (НИИ точных приборов), перешёл туда на работу. С 1955 г. начальник отдела антенных устройств, преобразованного затем в отдел разработки системы самонаведения летающих объектов.
В 1962—1970 гг. главный конструктор направления по аппаратуре стыковки.
Руководил разработкой радиотехнической системы взаимных измерений для поиска, сближения и стыковки космических аппаратов «Игла». С её помощью произведена первая в мире автоматическая стыковка космических аппаратов: «Космос-186» и «Космос-188», а также последующие стыковки.
Доктор технических наук, профессор.
Лауреат Ленинской премии (1963) — за разработку ракетоносных систем К-10, К-11, К-16 и К-20, способных поражать точечные подвижные морские и наземные цели, а также радиолокационные станции ПВО и ПРО с больших расстояний.
Награждён орденом Ленина.